# Monobia schrottkyi
Monobia schrottkyi är en stekelart som beskrevs av Berton 1918. Monobia schrottkyi ingår i släktet Monobia och familjen Eumenidae. Inga underarter finns listade i Catalogue of Life.